# Кулагин, Семён Фёдорович
Семён Фёдорович Кула́гин (26 августа 1867 — 6 июня 1953) — русский и советский архитектор и реставратор, мастер архитектурного модерна и русского стиля.

## Биография
В 1884 году поступил в Московское училище живописи, ваяния и зодчества в класс А. С. Каминского. Одновременно работал помощником Каминского в его архитектурной мастерской. Окончил училище в 1890 году с Малой серебряной медалью и званием неклассного художника архитектуры. Состоял членом Московского архитектурного общества с 1908 года. В 1918—1919 годах состоял членом профсоюза художников-живописцев. В советское время участвовал в работе по охране и реставрации памятников.
С. Ф. Кулагин являлся архитектором доходного дома С. Е. Трындина и А. Щепатьевой на Арбате, храма Успения Пресвятой Богородицы в усадьбе Троице-Лыково. Принимал участие в создании ансамбля Центрального Московского ипподрома. Был членом Коллегии по делам музеев, охране памятников искусства и старины. Участвовал в реставрации интерьеров дома Барышниковых на улице Мясницкой. Жил в собственном доме на Садовой-Триумфальной улице.
Построенный по проекту С. Ф. Кулагина дом, стоящий на углу Чистого переулка и правой стороны Пречистенки, послужил прототипом «калабуховского дома», в котором разворачивается действие повести Михаила Булгакова «Собачье сердце».

## Постройки[6]
- Доходное владение С. Е. И П. Е. Трындиных (1894, Большой Кисельный переулок, 12 строение 1)[7];
- Беговая беседка Московского ипподрома на Ходынском поле, совместно с И. Т. Барютиным, при участии С. М. Жарова (1889, 1894, Москва, Беговая улица, 22) — реконструировано в 1950-х годах академиком И. В. Жолтовским;
- Интерьеры (росписи и иконостас) церкви Иконы Божией Матери Ржевская (1890-е, Москва, Поварская улица, 15 — угол Большого Ржевского переулка), не сохранились[8][6];
- Колокольня при Даниловской женской общине (1900, г. Данилов);
- Доходный дом (1900, Москва, Арбат, 6);
- Перестройка храма Успения Пресвятой Богородицы в Троице-Лыково (1901—1902, Москва, Туркменский проезд, 12 / Одинцовская улица, 24)[9];
- Доходный дом С. Ф. Кулагина (1904, Москва, Пречистенка, 24);
- Перестройка дома и надворные постройки во владении Е. М. Асикритовой (1909, Москва, Проспект Мира, 4);
- Лечебница Н. В. Юрасовской (И. К. Юрасовского) (1909, Москва, Большой Николопесковский переулок, 4);
- Доходный дом С. Е. Трындина и А. Щепотьевой (1912, Москва, Арбат, 27);
- Доходный дом (?, Москва, Поварская улица, 2), не сохранился[10];
- Архитектурные обмеры храма священномученика Климента, папы Римского (1932, Москва, Пятницкая улица);
- Реставрация дома Барышникова (1930-е, Москва, Мясницкая улица, 42).